# Pavel Vladimirovič Vinogradov
Pavel Vladimirovič Vinogradov (in russo: Павел Владимирович Виноградов) (Magadan, 31 agosto 1953) è un cosmonauta russo.

## Biografia
Vinogradov è nato nell'Unione delle Repubbliche Socialiste Sovietiche nell'oblast' di Magadan; è sposato ed ha tre figli. Si è diplomato nel 1977 presso l'Istituto dell'aviazione di Mosca (Moskovskij Aviatcionnyj Institut). Successivamente ha lavorato come ingegnere aerospaziale. È stato selezionato come cosmonauta il 3 marzo 1992, dopodiché ha seguito per due anni l'addestramento.
È stato l'ingegnere di volo di riserva dell'equipaggio della Sojuz TM-22 del 1995. Nel 1996 sarebbe dovuto partire con la Sojuz TM-24 ma l'intero equipaggio è stato sostituito quando il comandante Manakov ha avuto problemi di cuore.
Il 5 agosto 1997 è finalmente riuscito a partire verso la stazione spaziale russa Mir con la Sojuz TM-26 rientrando sulla Terra dopo quasi 198 giorni trascorsi in orbita. Durante la missione Vinogradov ed il suo comandante Anatolij Jakovlevič Solov'ëv hanno compiuto alcune passeggiate spaziali per un totale complessivo di 1 giorno, 1 ora e 16 minuti.
Il 30 marzo 2006 è stato lanciato con la Sojuz TMA-8 verso la Stazione spaziale internazionale come parte dell'equipaggio Expedition 13 nel ruolo di comandante. È rientrato il 29 settembre sulla steppa kazaka.